# Jean-Baptiste Rouillé de Meslay
 (juillet 2018).
Si vous disposez d'ouvrages ou d'articles de référence ou si vous connaissez des sites web de qualité traitant du thème abordé ici, merci de compléter l'article en donnant les références utiles à sa vérifiabilité et en les liant à la section « Notes et références ».
Jean-Baptiste Rouillé, comte de Meslay, est un magistrat français, né à Paris en 1656, mort à Meslay-le-Vidame (Eure-et-Loir) en 1715. 

## Biographie
Son père, Jean Rouillé, comte de Meslay, mort en 1698, avait été conseiller d’État et intendant de Provence. Son frère Pierre, intendant de Poitou, donna naissance à la ligne collatérale des Rouillé du Coudray et des Rouillé de Jouy, dont un descendant fut Octave Rouillé, marquis de Boissy, pair de France et sénateur du second Empire. 
J.-B. Rouillé de Meslay devient conseiller au parlement de Paris et abandonne les charges publiques pour se livrer à la culture des sciences. Il est surtout connu par une de ses dispositions testamentaires qui attribuait à l'Académie des sciences une somme de 125 000 livres destinée à fonder des prix spéciaux. La clause du testament portait que ces prix seraient distribués aux savants qui s’occuperaient de résoudre la quadrature du cercle, ou de la détermination des longitudes. Le fils du donateur tenta de faire annuler ces dispositions testamentaires, se fondant sur le fait que la quadrature du cercle était une chimère ainsi que sur « l'extravagance de certaines clauses », mais l'Académie eut gain de cause et fut maintenue en possession du legs, après un procès qui dura quatre ans.

## Sources
- Grand dictionnaire universel du XIXe siècle